# GK Persei
GK Persei numită și Nova Persei 1901 a explodat în 1901 în constelația Perseus având o magnitudine de 0.2 și a fost descoperită de Thomas David Anderson.

## Coordonate delimitative
Ascensie dreaptă: 03h31m12.0s 
Declinație: +43°54'17"